# What the Hell
"What the Hell" je pjesma kanadske pjevačice Avril Lavigne. Objavljena će biti tijekom siječnja 2011. godine kao prvi i najavni singl s njenog četvrtog studijskog albuma Goodbye Lullaby. Pjesmu je napisala sama Lavigne. Lavigne je također izjavila kako je pjesma zabavnog karaktera. Pjesmu su napisali Avril Lavigne, Max Martin i Shellback, a producent je Max Martin.

## O pjesmi
Lavigne je u svom blogu izjavila kako je imala problema sa svojom diskografskom kućom RCA Records i kako je više puta morala odgoditi izlazak singla, također je izjavila kako će "What the Hell" biti prvi i najavni singl s albuma.
Lavigne je 31. prosinca 2010. godine po prvi puta otpjevala pjesmu na "Dick Clark's New Year's Rockin' Eve With Ryan Seacrest", ubrzo nakon toga pjesma je postvaljena na njenoj službenoj facebook stranici za besplatno digitalno preuzimanje.

## Pisanje i značenje
"What the Hell" započinje retro zvukom i pljeskanju koji podsjećaju na glazbu The Hivesa. Pjesma uključuje i zvuk gitare koju se može čuti tijekom refrena.

## Uspjeh na ljestvicama
Pjesma se u prvom tjednu nakon objavljivanja plasirala na 59. poziciji češke ljestvice singlova, također se plasirala na 98. poziciji nizozemske ljestvice. Pjesma je debitirala na 13. poziciji ljestvice Billboard Hot 100 s prodanih 163 000 primjeraka u prvom tjednu. Sljedećeg tjedna pjesma je pala do 31. pozicije ljestvice Billboard Hot 100 i 22. pozicije ljestice Hot Digital Songs s prodanih 77 000 primjeraka.
Singl je u Japanu prodan u 5 598 primjeraka u prvom tjednu te je debotirao na 15. poziciji ljestvice Oricon Singles Chart. Single je kasnije dospio do prve pozicije.

## Popis pjesama
| Digitalno preuzimanje 1. "What the Hell" - 3:39 Britansko digitalno preuzimanje 1. "What the Hell" - 3:39 2. "What the Hell" (instrumentalna verzija) - 3:38 | Japanski CD singl 1. "What the Hell" - 3:39 2. "Alice" - 3:34 3. "What the Hell" (instrumentalna verzija) - 3:38 |

## Videospot
Videospot za pjesmu "What the Hell" snimljen je u prosincu 2010. godine pod redateljskom palicom Marcusa Raboya.
Videospot započinje s Lavigne kako leži na krevetu sa svojom simpatijom. Dolazi do ogledala gdje se namiriše sa svojim parfemima Black Star i Forbidden Rose. Lavigne zarobi svoju simpatiju u ormaru i izlazi iz kuće. Ona šeta se ulicom, dok ne vidi taxi kojeg zatim ukrade. Kad vidi da ju simpatija slijedi s biciklom, ona izađe iz taxija koji se kasnije zabija u drugi auto. Avril trči do košarkaškog terena gdje se zaustavlja da igra, no njen dečko je i dalje slijedi. Ona trči u Abbey Dawn trgovinu. Avrilina majka, Judy ima malu cameo ulogu kao prodavačica u trgovini. Kasnije Lavigne ide na pozornicu i pjeva pjesmu do kraja. U završnoj se sceni ona i njena simpatija opet nalaze na krevetu.

## Ljestvice
| Ljestvice (2011.)               | Najviša pozicija |
| ------------------------------- | ---------------- |
| Australija                      | 6                |
| Austrija                        | 20               |
| Belgija (Flandrija)             | 16               |
| Belgija (Valonija)              | 13               |
| Češka                           | 3                |
| Francuska                       | 18               |
| Irska                           | 30               |
| Italija                         | 15               |
| Japan                           | 2                |
| Japan (Oricon)                  | 1                |
| Južna Koreja                    | 37               |
| Kanada                          | 8                |
| Mađarska                        | 16               |
| Nizozemska                      | 30               |
| Novi Zeland                     | 5                |
| Njemačka                        | 21               |
| SAD Billboard Hot 100           | 11               |
| SAD Billboard Hot Digital Songs | 6                |
| SAD Billboard Adult Pop Songs   | 13               |
| SAD Billboard Pop Songs         | 8                |
| Slovačka                        | 8                |
| Švedska                         | 51               |
| Švicarska                       | 18               |
| Ujedinjeno Kraljevstvo          | 16               |

| Država      | Certifikacija | Prodaja   |
| ----------- | ------------- | --------- |
| Australija  | 2x platinasta | 140 000   |
| Japan       | 2x platinasta | 500 000   |
| Novi Zeland | zlatna        | 7 500     |
| SAD         | —             | 1 000 000 |

## Povijest objavljivanja
| Država                 | Datum              | Izdavač     | Format                |
| ---------------------- | ------------------ | ----------- | --------------------- |
| Svijet                 | 1. siječnja 2011.  | —           | radio premijera       |
| SAD                    | 11. siječnja 2011. | RCA Records | digitalno preuzimanje |
| Ujedinjeno Kraljevstvo | 16. siječnja 2011. | RCA Records | digitalno preuzimanje |
| Japan                  | 2. veljače 2011.   | RCA Records | CD singl              |
| Njemačka               | 25. veljače 2011.  | RCA Records | CD singl              |